# 캐롤 앨트

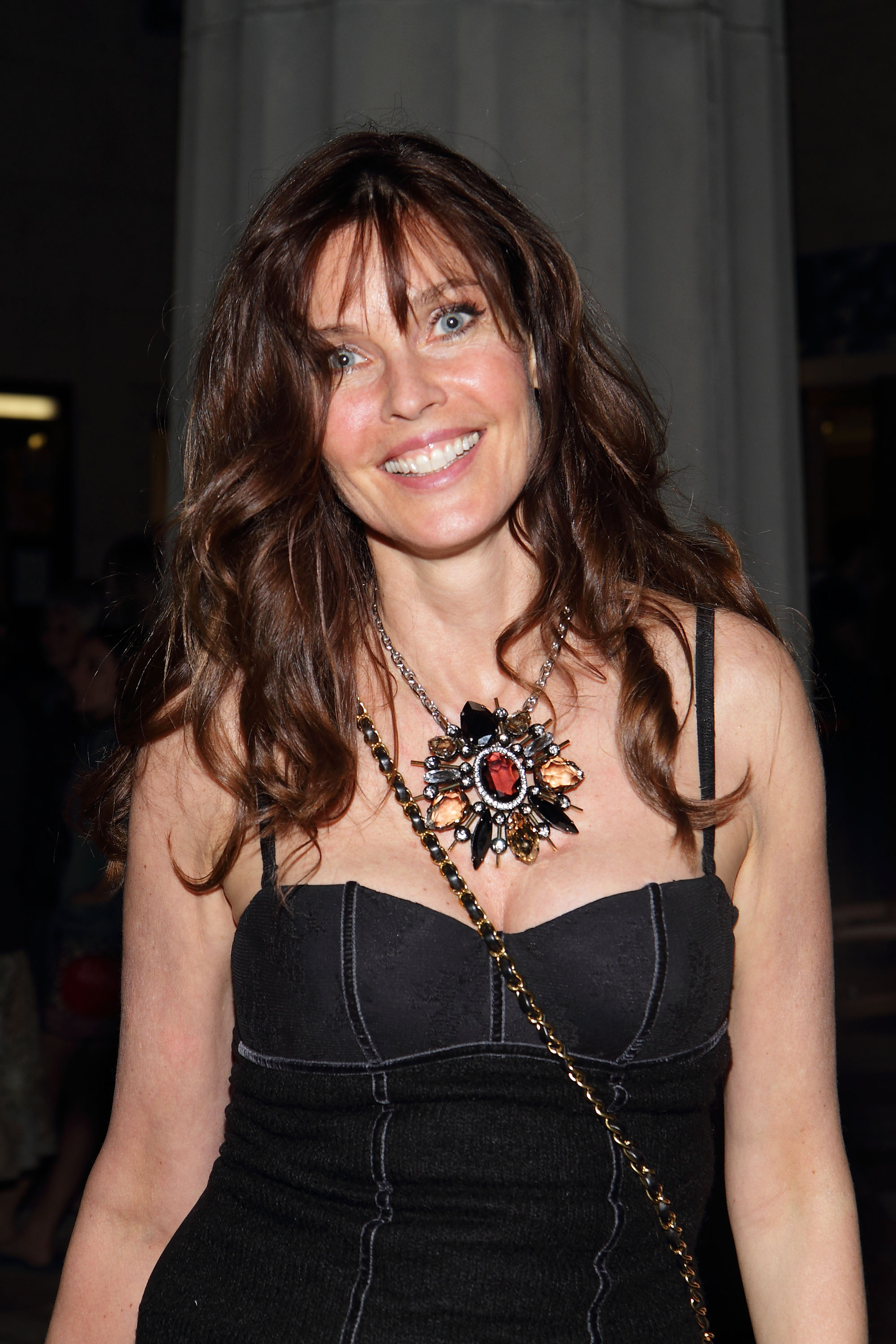

캐럴 올트(Carol Alt, 영어 발음: /ɔːlt/, 1960년 12월 1일 ~ )는 미국의 모델, 배우이다.
플러싱에서 태어났다.

## 영화
- 로마 위드 러브 (2012년) - 캐롤 역
- 맨 후 케임 백 (2008년)
- 트위스티드 포춘 (2007년)
- 스톤에이지 (2007, Homo Erectus)
- 매티 프레스노 앤 더 홀로플럭스 유니버스 (2007년)
- 사인 오브 더 크로스 (2005년)
- Swarmed (2005)
- 디 어프렌티스 (2004년)
- 가물치 테러 (2004년)
- 내 친구의 아내 (2001년)
- 카메라 (2000년)
- 아포칼립스 2 - 레버레이션 (1999년)
- 사이보그 4 (1998년)
- 크래커잭 2 (1997년)
- 프로텍터(영어판) (1997년)
- 언터쳐블 가이 (1997년)
- 데들리 패스트 (1995년)
- 헐크 호간의 썬더볼트 (1994년)
- 링 오브 스틸 (1994년)
- 머신 건(영어판) (1992년)
- 최후의 살인 청부 (1992년)
- 스피킹 오브 더 데블 (1991년)
- 사막의 정복자 (1991년)
- 패밀리 (1991년)
- 밀리언스 - 화려한 유혹 (1991년)
- 스타 탄생 (1988년)
- 바이 바이 베이비 (1988년)
- 휴스턴 나이츠 (1987년)

### 텔레비전
- 닥터슬론 (1993년)